# آزمایشگاه ملی بروکهیون
آزمایشگاه ملی بروکهیون (به انگلیسی: Brookhaven National Laboratory) مشهور به (BNL) یک مرکز علمی فدرال در ایالت نیویورک آمریکا است.
این آزمایشگاه در سال ۱۹۴۶ توسط بروکهیون، دانشمند متخصص در علوم هسته‌ای و با حمایت وزارت نیرو ایالات متحده آمریکا تأسیس گردید.
دانشگاه استونی بروک آزمایشگاه ملی بروکهیون را اداره می‌کند.